# Paralychrosimorphus rondoni
Paralychrosimorphus rondoni là một loài bọ cánh cứng trong họ Cerambycidae.